# Sogndal Fotball
Sogndal Fotball je norveški nogometni klub iz Sogndala (pokrajna Sogn og Fjordane). Osnovan je 19. veljače 1926. godine. Na 50-u godišnjicu osnutka (1976.) doživljavaju možda i najveći klupski uspjeh kvalificirajući se u finale norveškog kupa, gdje gube 2:1 od današnjih rivala SK Branna. Danas Sogndal igra u norveškoj drugoj ligi – OBOS-ligaen, poslije ispadanja iz prve lige u sezoni 2017.
Službeni stadion kluba je Fosshaugane Campus otvoren 2006. godine.

## Klupski uspjesi
Eliteserien
6.-1988.
8.-2001. 2003.
 Norveški Kup
Finale 1976.
Sogndal IL – SK Brann 1:2 (0:0)
1-0 Steinar Aase, 1-1 Knut Christiansen, 2-1 Bjørn Tronstad

## Značajni prijašnji igrači
Frode Grodås
Jostein Flo
Tore André Flo
Eirik Bakke
Alexander Ødegaard
Raoul Kouakou
Tommy Øren
Marco Reda
Håvard Flo
Ingvar Stadheim
Anders Stadheim
Svein Bakke
Rune Buer Johansen
Kurt Mørkøre
Trevor Morley

## Vanjske poveznice
- Službena stranica
- Saftkokaradn navijači  Arhivirana inačica izvorne stranice od 6. prosinca 2012. (Wayback Machine)